# Avonia perplexa
Avonia perplexa är en tvåhjärtbladig växtart som beskrevs av Graham Williamson. Avonia perplexa ingår i släktet Avonia och familjen Anacampserotaceae. Inga underarter finns listade i Catalogue of Life.